# Saudeleurové
Saudeleurové byli první organizovanou vládnoucí dynastií spojující obyvatele ostrova Pohnpei, přibližně od roku 1100 do roku 1628. Pohnpeianská legenda uvádí, že saudeleurští vládci nebyli domorodého původu a že jejich vzhled byl zcela odlišný od domorodých Pohnpeianů. Saudeleurská centralizovaná forma absolutní vlády je v pohnpeovské legendě charakterizována po několik generací jako stále více represivní. Jejich neproveditelné požadavky, stejně jako urážky pohnpijských božstev, vyvolaly rozhněvávání domorodých Pohnpeianů. Saudeleurská dynastie skončila invazí Isokelekelů, další polomytické dynastie, která nahradila Saudeleurskou vládu decentralizovanějším systémem. Saudeleurové jsou známí především vystavbou Nan Madolu, z něhož se dnes dochovaly jen trosky a který je dnes stejně jako celý ostrov Pohnpei součástí Federativních států Mikronésie.